# 日南市立日南東郷小中学校
日南市立日南東郷小中学校（にちなんしりつ にちなんとうごうしょうちゅうがっこう）は、宮崎県日南市大字東弁分（ひがしべんぶん）乙にある公立の小中一貫校。
2013年（平成25年）4月に小中一貫教育を開始した。小学部と中学部の校地・校舎は隣接しており、互いの校舎を行き来できる通路が設置されている。
日南市内では北郷（2009年）・鵜戸（2011年）に続き、3校目の小中一貫校となる。

## 概要
歴史
2013年（平成25年）に小中一貫教育を開始。2023年（令和5年）に創立10周年を迎えた。
通学区域
「殿所、松永、甲東、乙東、益安、風田、平山（一部）」。
校章
日南市章（中学校校章）と校地に隣接する大宮神社の楠の花弁（小学校校章）を組み合わせたものを背景にして、中央に「小中」の文字（縦書き）を配している。
学園歌
作詞は松田惟怒、作曲は川口晃による。歌詞は3番まであり、各番の歌詞中に校名の「東郷小中学校」が登場する。

## 沿革

### 小学校
- 1875年（明治8年）- 東弁分村に「東弁分小学校」（ひがしべんぶん）が、殿所村に「殿所小学校」（とのどころ）が、風田村に「風田小学校」（かぜた）が創立[1]。
- 1887年（明治20年）- 小学校令施行により、上記3校が簡易科（3年制）を設置の上、「簡易東弁分小学校」・「簡易殿所小学校」・「簡易風田小学校」となる。
- 1889年（明治22年）5月1日 - 町村制施行により、南那珂郡6村（益安・松永・東弁分・平山・風田・殿所）が合併の上、「東郷村」が発足。
- 1890年（明治23年）- 尋常科（4年制）を設置の上、「尋常東弁分小学校」・「尋常殿所小学校」・「尋常風田小学校」となる。
- 1891年（明治24年）- 上記3校を統合の上、「尋常東郷小学校」となる。
- 1892年（明治25年）4月 - 「東郷尋常小学校」に改称。
- 1903年（明治36年） - 高等科を併置の上、「東郷尋常高等小学校」に改称。
- 1941年（昭和16年）4月1日 - 国民学校令施行により、「東郷村東郷国民学校」に改称。尋常科を初等科に改める。
- 1947年（昭和22年）4月1日 - 学制改革（六・三制の実施）により、「東郷村立東郷小学校」に改組・改称。
- 1950年（昭和25年）1月1日 - 町村合併により日南市が発足。これにより、「日南市立東郷小学校」に改称。
  - 校章 - 隣接する大宮神社の楠の木と花を背景にして、中央に「東郷小」の文字（縦書き）を配している。
  - 校歌 - 作詞は黒木清次、作曲は海老原直による。歌詞は3番まであり、各番の歌詞中に校名の「東郷小」が登場する。

### 中学校
- 1947年（昭和22年）
  - 4月30日 - 新制中学校の設置が認可される。
  - 5月8日 - 新制中学校「東郷村立東郷中学校」が開校。
- 1950年（昭和25年）1月1日 - 「日南市立東郷中学校」に改称。
  - 校章 - 日南市章を背景にして、中央に「中」の文字を配している。
  - 校歌 - 作詞は長嶺宏、作曲は海老原直による。歌詞は3番まであり、各番の歌詞中に校名の「東郷中学」が登場する。

### 小中一貫校
- 2012年（平成24年）12月 - 校章を制定。
- 2013年（平成25年）
  - 4月1日 - 上記2校を統合の上、「日南市立東郷小中学校」（現校名）となる。小中一貫教育を開始。
  - 4月9日 - 開校式を挙行。

## 交通アクセス
最寄りの鉄道駅
- JR九州 日南線 「日南駅」

最寄りのバス停
- 日南市コミュニティバス「東郷支所前」バス停

最寄りの幹線道路
- 宮崎県道28号日南高岡線・宮崎県道434号風田星倉線 「東郷」交差点
- 東九州自動車道（高速道路）「日南東郷IC」

## 周辺
- JAみやざき 日南東郷支店
- 東郷公民館
- 大宮神社

## 参考資料
- 「4月に小中一貫校 東郷小学校で卒業式（宮崎県日南市）」
- 「日南市内3校目の小中一貫校 東郷小中学校が開校（宮崎県日南市）」